# Mictochroa paulata
Mictochroa paulata är en fjärilsart som beskrevs av Jones 1921. Mictochroa paulata ingår i släktet Mictochroa och familjen nattflyn. Inga underarter finns listade i Catalogue of Life.